# Римская епархия
Римская епархия, другое название — Святая Римская Церковь (лат. Dioecesis Urbis seu Romana, Sancta Romana Ecclesia) — епархия (в статусе архиепархии) Римско-Католической церкви с центром в городе Риме, Италия. Епархия Рима является митрополией по отношению к субурбикарным епархиям Остии, Альбано, Фраскати, Палестрины, Порто-Санта Руфины, Сабина-Порто Миртето, Веллетри-Сеньи, входящих в церковную провинцию Лацио.
Кафедральным собором Римской епархии является Латеранская базилика, которая носит титул basilica major, Матери и Главы всех церквей города и мира. Кафедра епархии имеет также титул Святой Престол, Суверенитет государства Ватикана и Юрисдикция всей Католической церкви.
Римским епископом является преемник апостола Петра Римский Понтифик Папа Римский. В настоящее время ординарием Римской епархии является римский епископ Лев XIV, являющийся главой Святого Престола.
Римская епархия распространяет свою юрисдикцию на Ватикан и Рим и состоит из Ватиканского викариата и Римского викариата, которые находятся под управлением кардинала-викария (Генеральный викарий Рима и Генеральный викарий Ватикана). Кафедральным собором Римского викариата является Латеранская базилика и кафедральным собором Ватиканского викариата является Собор святого Петра.
Римский викариат состоит из 336 приходов и Ватиканский викариат — из 2 приходов (Собор святого Петра и церковь святой Анны на территории Ватикана).

## Кафедры в Римской епархии
- Архиепархия Гаэты
- Субурбикарная епархия Альбано
- Субурбикарная епархия Веллетри-Сеньи
- Субурбикарная епархия Остии
- Субурбикарная епархия Палестрины
- Субурбикарная епархия Порто и Санта Руфины
- Субурбикарная епархия Сабина-Поджо Миртето
- Субурбикарная епархия Фраскати
- Епархия Ананья-Алатри
- Епархия Витербо
- Епархия Латина-Террачина-Сецце-Приверно
- Епархия Риети
- Епархия Сора-Кассино-Аквино-Понтекорво
- Епархия Тиволи
- Епархия Фрозиноне-Вероли-Ферентино
- Епархия Чивита-Кастелланы
- Епархия Чивитавеккьи-Тарквинии
- Территориальное аббатство Монтекассино
- Территориальное аббатство Субьяко

## Источник
- Annuario Pontificio, Libreria Editrice Vaticana, Città del Vaticano, 2003, ISBN 88-209-7422-3
- Rome, Catholic Encyclopedia, Encyclopedia Press, 1917.
- La vita religiosa a Roma intorno al 1870. Ricerche di Storia e Sociologia, a cura di P. Droulers, G. Martina, P. Tufari, Università Gregoriana Editrice, 1971
- Fortunato Iozzelli, Roma religiosa all’inizio del Novecento, Edizioni di Storia e Letteratura, 1985